# Hylaeus xanthopsyche
Hylaeus xanthopsyche is een vliesvleugelig insect uit de familie Colletidae. De wetenschappelijke naam van de soort is voor het eerst geldig gepubliceerd in 1922 door Cockerell.